# Aizy-Jouy
Aizy-Jouy là một xã ở tỉnh Aisne, vùng Hauts-de-France thuộc miền bắc nước Pháp.